# Мелегежская Горка
Мелеге́жская Го́рка — деревня в Тихвинском районе Ленинградской области. Административный центр Мелегежского сельского поселения.

## История
Деревня Горка упоминается на карте Новгородского наместничества 1792 года А. М. Вильбрехта.
Деревня Горка и смежная с ней усадьба Мартихова, обозначены на «Специальной карте западной части России» Ф. Ф. Шуберта 1844 года.

ГОРКА — деревня Андреевского общества, прихода Мелегижского погоста. 

Крестьянских дворов — 23. Строений — 51, в том числе жилых — 28. 

Число жителей по семейным спискам 1879 г.: 40 м. п., 59 ж. п.; по приходским сведениям 1879 г.: 46 м. п., 71 ж. п.

МАРТИХОВО, МАРТЯХОВО (МАРТЕХОВО, МЕЛЕГИЖА) — усадьба прихода Мелегижского погоста.

Строений — 6, в том числе жилых — 2. Пивоваренный завод и водяная мельница.

Число жителей по приходским сведениям 1879 г.: 1 м. п., 2 ж. п.

В конце XIX — начале XX века деревня административно относилась к Костринской волости 3-го земского участка 1-го стана Тихвинского уезда Новгородской губернии.

ГОРКА — деревня Андреевского общества, дворов — 28, жилых домов — 25, число жителей: 74 м. п., 90 ж. п. 

Занятия жителей — земледелие, лесные промыслы. Река Сясь. Часовня. 

МАРТЕХОВО — усадьба господина Тецнера, дворов — 1, жилых домов — 1, число жителей: 1 м. п., 1 ж. п. 

Занятия жителей — земледелие, лесные промыслы. Река Сясь. Смежна с погостом Мелегижским и дер. Ново-Андреево. (1910 год)

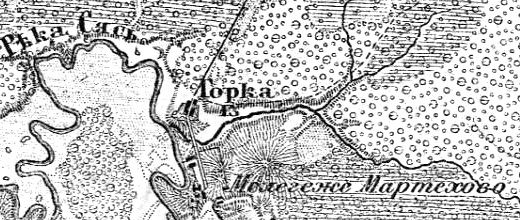
Деревня Мелегежская Горка на карте 1913 года

Согласно карте Петроградской и Новгородской губерний 1913 года деревня называлась Горка и состояла из 13 дворов. К югу и смежно с ней находилась усадьба Мелегеже Мартехово.
С 1917 по 1918 год деревня Мелегежская Горка входила в состав Костринской волости Тихвинского уезда Новгородской губернии.
С 1918 года в составе Череповецкой губернии.
С 1924 года в составе Пригородной волости.
С 1927 года в составе Андреевского сельсовета Тихвинского района.
В 1928 году население деревни Мелегежская Горка составляло 21 человек.
Согласно карте Ленинградской области Северо-западного аэрогеодезического треста ГГУ издания 1932 года деревня называлась Мелегежский Погост и насчитывала 11 крестьянских дворов, смежная с ней Мартехово — 7.
По данным 1933 года деревня называлась Горка и входила в состав Андреевского сельсовета Тихвинского района.
По данным 1936 года деревня называлась Мелегинская Горка и являлась административным центром Андреевского сельсовета, в который входили 7 населённых пунктов, 272 хозяйства и 7 колхозов.
В 1958 году население деревни Мелегежская Горка составляло 99 человек.
По данным 1966 и 1973 годов, деревня Мелегежская Горка входила в состав Андреевского сельсовета, административным центром сельсовета была деревня Новоандреево.
По данным 1990 года деревня Мелегежская Горка вновь являлась административным центром Андреевского сельсовета, в который входили 13 населённых пунктов, общей численностью населения 1111 человек. В самой деревне Мелегежская Горка проживали 784 человека.
В 1997 году в деревне Мелегежская Горка Андреевской волости проживали 857 человек, в 2002 году — 758 (русские — 97 %), деревня была административным центром волости.
С 1 января 2006 года в соответствии с областным законом № 52-оз от 1 сентября 2004 года «Об установлении границ и наделении соответствующим статусом муниципального образования Тихвинский муниципальный район и муниципальных образований в его составе» деревня Мелегежская Горка стала центром Мелегежского сельского поселения.
В 2007 году в деревне Мелегежская Горка Мелегежского СП проживали 805 человек, в 2010 году — 716, в 2012 году — 796 человек, в 2025 году — 716 человек.

## География
Деревня расположена в юго-западной части района на автодороге 41К-167 (Тихвин — Заручевье) в месте примыкания к ней автодорог 41К-903 (Мелегежская Горка — Плесо) и 41К-891 (подъезд к дер. Шибенец).
Расстояние до районного центра — 12 км.
Расстояние до ближайшей железнодорожной станции Тихвин — 11 км.
Деревня находится на правом берегу реки Сясь.

## Демография
| 2007 | 2010 | 2017 |
| ---- | ---- | ---- |
| 805  | ↘716 | ↗765 |

### Национальный состав
Согласно данным Всероссийской переписи населения 2021 года в деревне проживали 660 человек, из них:
 русские — 638, белорусы — 1, марийцы — 1, другие национальности — 9 человек, остальные национальность не указали.

## Улицы
Зелёная, Молодёжная, Нагорная, Романовские хутора, Садовая, Цветочный переулок, Центральная